# Fontinalis
Fontinalis es un género de musgos subacuáticos que pertenece a la subclase Bryidae. El género está muy extendido por el Hemisferio Norte, e incluye especies que se producen en agua estancada o en agua corriente.

## Especies
Lista incompleta de especies:
- Fontinalis antipyretica
- Fontinalis dalecarlica
- Fontinalis duriaei
- Fontinalis flaccida
- Fontinalis hypnoides
- Fontinalis neomexicana
- Fontinalis novae-angliae
- Fontinalis squamosa